# Dampfstrahlspeisepumpe

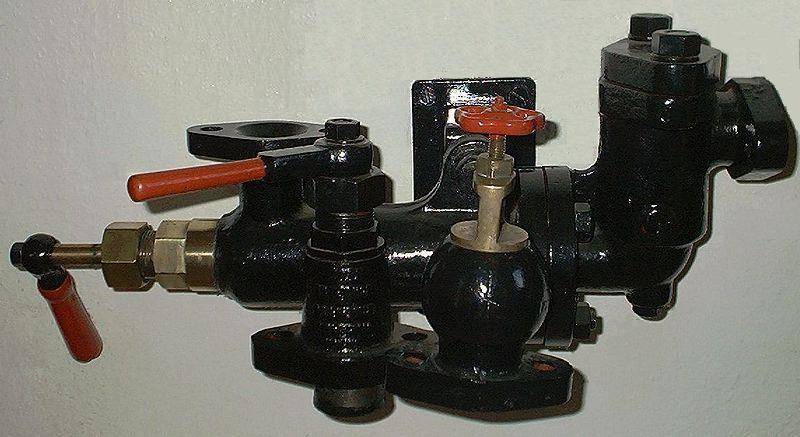
Injektor einer Dampflokomotive

Dampfstrahlspeisepumpen sind mit Wasserdampf angetriebene Strahlpumpen, die als Speisepumpen für Dampferzeuger von Dampfkraftwerken und Dampflokomotiven eingesetzt werden.

## Geschichte
Alexander Friedmann (1838–1882) entwickelte sie 1868 aus dem Giffard'schen Injector, fertigte sie in Wien und vertrieb sie erfolgreich, u. a. weil die einfach und ohne bewegliche Teile aufgebaute, sorgfältig ausexperimentierte Pumpe sehr zuverlässig arbeitete. Sie war als Friedmann’scher Injector bekannt. Ernst Körting entwickelte die Pumpe weiter (u. a. höhere Wassertemperatur möglich, einfachere Fertigung) und erwarb ein Patent. Die Fa. Körting Hannover fertigt noch heute Strahlpumpen.

## Prinzip

Funktionsprinzip einer Dampfstrahlspeisepumpe

Der aus dem Kessel entnommene Dampf mit hohem Druck wird in eine Rohrleitung mit Düse geführt, wo er eine hohe Austrittsgeschwindigkeit erreicht. Dabei wird von einem Nebenschluss-Rohr Versorgungswasser eingesaugt und auf die Dampfgeschwindigkeit beschleunigt. Die Geschwindigkeit des Wassers wird im gegenüberliegenden Diffusor durch Abbremsen in statischen Druck umgewandelt, der höher ist als der Überdruck im Kessel. Das Wasser wird somit in den Kessel befördert. Dieser Vorgang ist nur deshalb möglich, weil der heiße Dampf durch das Speisewasser gekühlt wird und kondensiert. Das Wasser erreicht beim Abbremsen einen größeren Druck als Dampf mit derselben Geschwindigkeit erreichen könnte, zum einen, weil es eine höhere Dichte besitzt und zum anderen, weil es anders als Dampf nicht kompressibel ist und damit die gewonnene Strömungsenergie nicht durch Kompression wieder in Wärme zurückverwandelt werden kann.

## Einsatz bei der Dampflokomotive

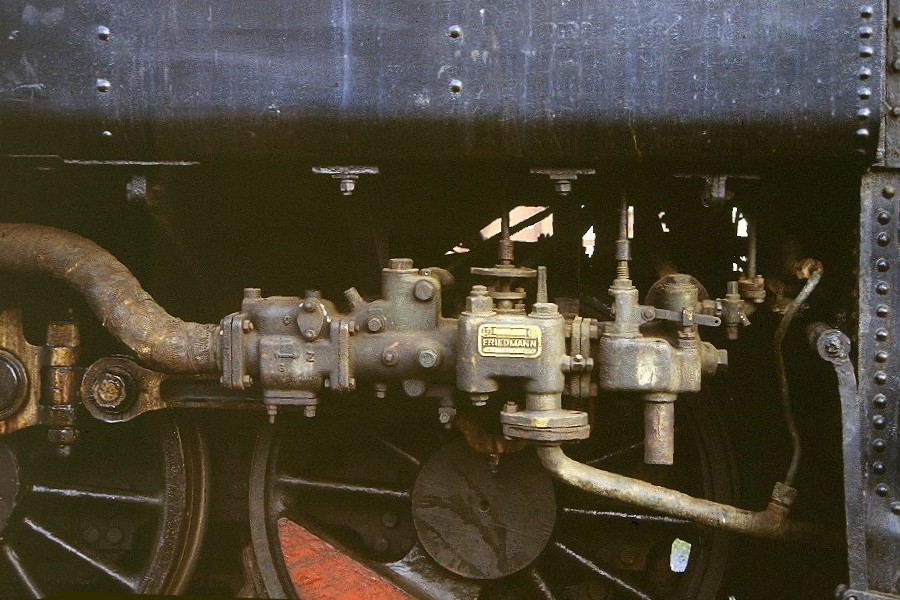
Friedmann’scher Abdampfinjektor

Diese häufig auch unter der Bezeichnung „Injektor“ bekannte Bauart einer Speiseeinrichtung unterteilt man in nichtsaugende und saugende Pumpen, je nachdem, ob das Wasser aus dem Tender der Pumpe zufließt oder von ihr angesaugt werden muss. Die erstgenannten Pumpen (Bauart Friedmann) sind etwas einfacher gebaut, sind jedoch bei der Dampflokomotive der Gefahr des Einfrierens ausgesetzt, da sie tiefer als der Tenderboden liegen müssen und daher meist unterhalb des Führerhauses angeordnet werden. Die saugenden Pumpen haben den Vorteil, dass sie besser zugänglich sind. Sie werden seitlich am Hinterkessel angeschraubt und sind daher vor Frost geschützt.
Eine Sonderbauart bei den Lokomotiv-Dampfstrahlpumpen ist der Friedmann’sche Abdampfinjektor. Hier wird ein Teil des Maschinenabdampfs als Treibdampf für den Injektor benutzt. Bei geringer Maschinenleistung mit unzureichender Abdampfmenge kann zusätzlich Frischdampf hinzugemischt werden. Im Stillstand der Lokomotive kann der Abdampfinjektor auch ausschließlich mit Frischdampf betrieben werden.
Die Dampfstrahlpumpen zeichnen sich durch einfachen Aufbau und sehr geringen Verschleiß aus, da sie, im Gegensatz zu den Kolbenpumpen, keine beweglichen Teile besitzen. Das zu fördernde Wasser muss allerdings eine hinreichend niedrige Temperatur für den zuverlässigen Betrieb der Pumpe besitzen.